# Sharon Kane
Sharon Louise Kane (Ohio, 24 de fevereiro de 1956) é uma atriz e diretora de filmes pornográficos norte-americana. Utilizou os seguintes nomes em seus filmes: Alice Wray, Shirley Woods, Shirley Wood, Sharon Cane, Sharon Cain, Jennifer Walker, Jennifer Holmes, Sheri Vaughan, Sharon Maiberg.

## Biografia
Começou sua carreira em 1978 e fez até 2005 por volta de 800 filmes (excluindo as coletâneas). Entretanto, na grande maioria dos filmes ela não faz cenas de sexo. Também dirigiu alguns filmes na década de 1990. É casada desde 1996 com Jerry Anaconda. É praticante de sadomasoquismo e bondage.

## Prêmios

### AVN (Adult Video News)
- 1990 - Melhor Atriz - Video - Bodies in Heat - The Sequel
- 1990 - Melhor na categoria "Couples Sex Scene" - Filme - Firestorm # 3 (ao lado de Eric Edwards)
- Hall da Fama

### XRCO (X-Rated Critics Organization)
- Hall da Fama